# Митний склад
Митний склад — згідно з митним кодексом України це митний режим, відповідно до якого товари:
- завезені з-за меж митної території України, зберігаються під митним контролем без справляння податків і зборів і без застосування до них заходів нетарифного регулювання та інших обмежень у період зберігання;
- що вивозяться за межі митної території України, зберігаються під митним контролем після митного оформлення органом доходів та зборів до фактичного їх вивезення за межі митної території України.

Зазвичай митним складом також називають власне складський об'єкт, що діє в режимі митного складу.

## Використання
Режим митного складу використовується з двох причин:
- по-перше, дійсно для простого зберігання товарів під час їх митного оформлення;
- по-друге, сплата мита, оформлення та інші подібні процедури вимагають чималих коштів, режим митного складу дозволяє провадити їх не одноразово, а розтягти у часі в міру надходження коштів або продажу товарів, тобто по суті цей режим є своєрідною формою податкового кредиту.

## Митний ліцензійний склад
Збереження товарів у режимі митного складу забезпечується шляхом використання спеціально призначеного й обладнаного приміщення або іншого місця — митного ліцензійного складу (далі — МЛС). Власниками такого складу є суб'єкти підприємницької діяльності, що одержали ліцензію на право відкриття й експлуатації МЛС. За видачу такої ліцензії на території України стягується збір у національній валюті в розмірі, еквівалентному 2500 дол. США за курсом НБУ на день подачі документів. Крім того, за щорічну перереєстрацію МЛС установлений збір у національній валюті в розмірі, еквівалентному 1500 дол. США за курсом НБУ, установленому на день подачі документів до Комітету.

### Види митних ліцензійних складів
МЛС може бути двох видів: відкритого і закритого типу. МЛС відкритого типу може використовуватися для збереження товарів будь-якого типу. Для забезпечення декларування товарів на такому складі його власник має одержати свідоцтво про визнання його декларантом. Здійснювати декларування товарів при їхньому розміщенні на МЛС відкритого типу має право виключно власник складу. У той час як декларування товарів при їхньому відпуску з такого МЛС може проводити як власник складу, так і власник товару. При цьому відповідальність за сплату всіх необхідних митних платежів несе особа, що здійснює декларування товарів. Що стосується МЛС закритого типу, то він використовується для збереження тільки тих товарів, що належать власнику складу. Декларування товарів на МЛС закритого типу здійснює власник складу, який і несе відповідальність за сплату всіх митних платежів. На МЛС відкритого типу дозволяється зберігати всі види товарів українського й іноземного походження. Види товарів, дозволених для збереження на МЛС закритого типу, визначаються під час надання ліцензії на право відкриття й експлуатації МЛС.

### Термін зберігання
Товари можуть зберігатися в режимі митного складу:
- завезені на митну територію України — протягом трьох років;
- що вивозяться за межі митної території України — протягом трьох місяців.

Конкретний термін збереження товарів у встановлених межах визначається особою, що розміщує товари на збереження разом із власником складу. По закінченні терміну зберігання товарів на МЛС, вони мають бути передані на збереження митниці або заявлені в іншому митному режимі. Митне оформлення таких товарів проводиться згідно з заявленим режимом. Митне оформлення товарів, що випускаються з МЛС відповідно до обраного митного режиму, здійснюється за умови подачі декларантом митному органу заповненої ВМД, а також комплектом документів, необхідних для здійснення митного оформлення цих товарів, і сплати всіх необхідних податків і зборів. Митна вартість товарів, заявлених у відповідний митний режим, визначається під час випуску товарів зі складу.

### Оподаткування в режимі митного складу
Оподаткування товарів, що ввезені на територію МЛС і вивозяться з неї, здійснюється в такий спосіб:
- 1) операції з ввезення (пересилання) з-за меж митного кордону України товарів, а також супутніх таким товарам робіт (послуг) на територію МЛС, розташованих на території України, не обкладаються ПДВ, акцизним податком і ввізним митом. Операції з подальшого вивезення (пересилання) товарів з території МЛС на митну територію України (крім території безмитних магазинів або інших МЛС) обкладаються податками в порядку, передбаченому для оподаткування імпорту товарів;
- 2) операції з вивезення товарів (супровідних робіт, послуг) з митної території України на територію МЛС обкладаються ПДВ за нульовою ставкою, не обкладаються акцизним податком і обкладаються вивізним митом. Під час здійснення операцій з подальшого вивезення (пересилання) товарів (супровідних робіт, послуг) з території МЛС за межі митного кордону України (експорту) ПДВ (у тому числі за нульовою ставкою), акцизний збір і вивівезне мито не стягуються.

При імпортних операціях до імпорту товару прирівнюється вивезення товару з МЛС (при ввезенні на МЛС товар не підлягає оподаткуванню), а при експортних операціях — експортом товару вважається ввезення товару на МЛС (при вивезенні з МЛС товари не оподатковуються).